# Liaoning Hongyun FC
Liaoning Hongyun FC was een Chinese voetbalclub uit Jinzhou in de provincie Liaoning.
Op 12 maart 2020 werd bekend dat de club vanwege financiële problemen ontbonden wordt. Een groot deel van de club ging over naar Shenyang Urban dat hierna de naam wijzigde naar Liaoning Shenyang Urban.

## Erelijst

### Nationaal
- Chinese National League

1954, 1978, 1985
- Jia-A League

1987, 1988, 1990, 1991, 1992, 1993
- China League One

2009
- Beker van China

1984, 1986
- Chinese Supercup

2000

### Internationaal
- Aziatisch kampioenschap voor landskampioenen

Winnaar: 1990

## Naamsveranderingen
- 1959-1992: Liaoning
- 1993: Liaoning Donyao
- 1994 : Liaoning Yuandong
- 1995 : Liaoning
- 1996 : Liaoning Hangxing
- 1997 : Liaoning Shuangxing
- 1998 : Liaoning Tianlun
- 1999 : Liaoning Fushun
- 2000-2001 : Liaoning Fushun Tegang
- 2002 : Liaoning Bird
- 2003 : Liaoning
- 2003 : Beijing Sanyaun
- 2003 : Liaoning Zhongshun
- 2004 : Liaoning Zhongyu
- 2005-2007 : Liaoning
- 2008-2020: Liaoning Hongyun

## Bekende (oud-)spelers
- Li Jinyu
- Li Tie
- Qu Shengqing
- Zhang Yuning
- Zhao Junzhe
- Zhuang Yi
- Alen Avdić
- James Chamanga
- Jacob Mulenga
- Delain Sasa
- Kevin Oris
- Anthony Ujah